# Hoda Lattaf
Hoda Lattaf, född 31 augusti 1978 i Bordeaux, är en fransk fotbollsspelare av marockanskt ursprung. Hon ingick i Frankrikes trupp i VM i USA år 2003. Sammanlagt gjorde hon 111 landskamper och 31 mål.